# Jórgosz Bíkasz
Jórgosz Bíkasz (görögül: Γιώργος Μπίκας) (Halkidiki, 1955. április 15. –) görög nemzetközi labdarúgó-játékvezető.

## Pályafutása

### Nemzeti játékvezetés
1993-ban lett az I. Liga játékvezetője. Az aktív nemzeti játékvezetéstől 2010-ben vonult vissza.

### Nemzetközi játékvezetés
A Görög labdarúgó-szövetség Játékvezető Bizottsága (JB) terjesztette fel nemzetközi játékvezetőnek, a Nemzetközi Labdarúgó-szövetség (FIFA) 1995-től tartotta nyilván bírói keretében. Több nemzetek közötti válogatott és klubmérkőzést vezetett. A görög nemzetközi játékvezetők rangsorában, a világbajnokság-Európa-bajnokság sorrendjében a 4. helyet foglalja el 5 találkozó szolgálatával. Az aktív nemzetközi játékvezetéstől 2010-ben búcsúzott.

#### Labdarúgó-világbajnokság
A világbajnoki döntőhöz vezető úton Franciaországba a XVI., az 1998-as labdarúgó-világbajnokságra a FIFA JB bíróként alkalmazta.

##### Selejtező mérkőzés
| Időpont              | Helyszín                           | Mérkőzés típusa           | Mérkőzés          | Eredmény | Nézők száma |
| -------------------- | ---------------------------------- | ------------------------- | ----------------- | -------- | ----------- |
| 1996. szeptember 22. | Tehelne Saupin Stadion, Bratislava | előselejtező (6. csoport) | Szlovákia–Málta   | 6 : 0    | 2 236       |
| 1997. szeptember 10. | Žalgiris Stadion, Vilnius          | előselejtező (8. csoport) | Litvánia–Írország | 1 : 2    | 8 000       |

#### Labdarúgó-Európa-bajnokság
Az európai-labdarúgó torna döntőjéhez vezető úton Angliába a X., az 1996-os labdarúgó-Európa-bajnokságra és Belgiumba és Hollandiába a XI., a 2000-es labdarúgó-Európa-bajnokságra az UEFA JB játékvezetőként foglalkoztatta.

##### 1996-os labdarúgó-Európa-bajnokság

###### Selejtező mérkőzés
| Időpont            | Helyszín                    | Mérkőzés típusa           | Mérkőzés            | Eredmény | Nézők száma |
| ------------------ | --------------------------- | ------------------------- | ------------------- | -------- | ----------- |
| 1995. november 11. | Fáy utcai Stadion, Budapest | előselejtező (3. csoport) | Magyarország–Izland | 1 : 0    | 1 120       |

##### 2000-es labdarúgó-Európa-bajnokság

###### Selejtező mérkőzés
| Időpont             | Helyszín                     | Mérkőzés típusa           | Mérkőzés                   | Eredmény | Nézők száma |
| ------------------- | ---------------------------- | ------------------------- | -------------------------- | -------- | ----------- |
| 1999. március 31.   | Francia Stadion, Saint-Denis | előselejtező (4. csoport) | Franciaország–Örményország | 2 : 0    | 78 852      |
| 1999. szeptember 8. | Westfalen Stadion, Dortmund  | előselejtező (3. csoport) | Németország–Észak-Írország | 4 : 0    | 41 000      |

#### Nemzetközi kupamérkőzések

##### UEFA-bajnokok ligája
| Időpont           | Helyszín             | Mérkőzés típusa                    | Mérkőzés                    | Eredmény |
| ----------------- | -------------------- | ---------------------------------- | --------------------------- | -------- |
| 1997. október 21. | Népstadion, Budapest | előselejtező (2. kör, 1. mérkőzés) | MTK Hungária–Croatia Zagreb | 0 : 1    |